# کتابخانه علوم اوبرلاسیتز

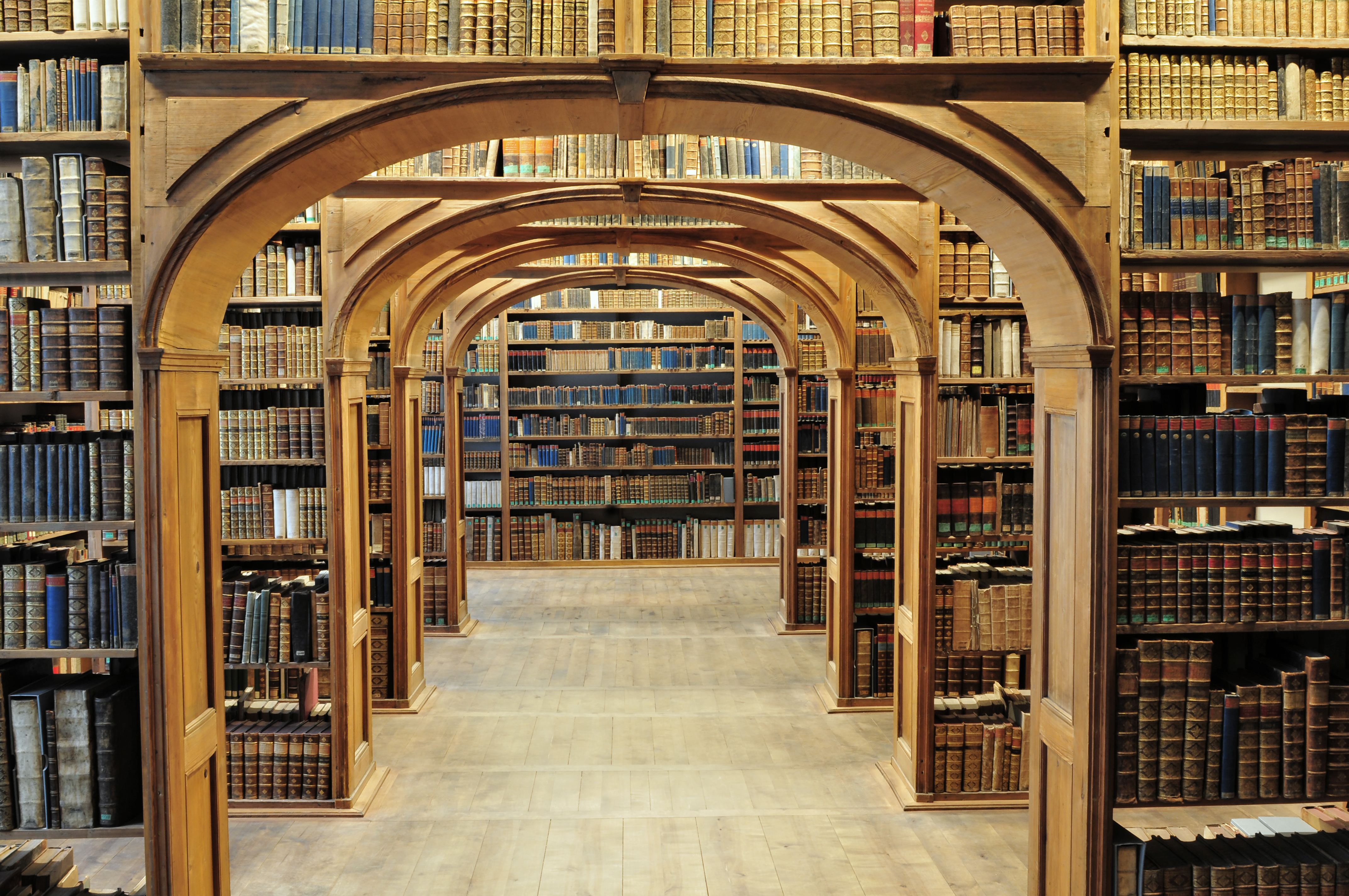

کتابخانه علوم اوبرلاسیتز یا کتابخانه علوم لاسیتز علیا OLB کتابخانه‌ای است که در شهر گرلیتز واقع در شرق آلمان قرار دارد. کتابخانه علوم اوبرلاسیتز دارای ۱۴۰٬۰۰۰ جلد کتاب است. این کتابخانه یک مرکز پژوهشی عمومی و وابسته به مجموعه تاریخی فرهنگی شهر گرلیتز می‌باشد. ۸۰ درصد کتاب‌های کتابخانه علوم اوبرلاسیتز جزء کتب قدیمی هستند. در این کتابخانه کتاب‌های دست‌نویس باارزشی موجود است. در کتابخانه علوم اوبرلاسیتز ۳٬۰۰۰ نقشه و اطلس قدیمی موجود است. کهن‌ترین کتابچه موجود در این مجموعه، یک کتاب خطی رومی متعلق به سده ۱۱ میلادی است.